# Michael Sata

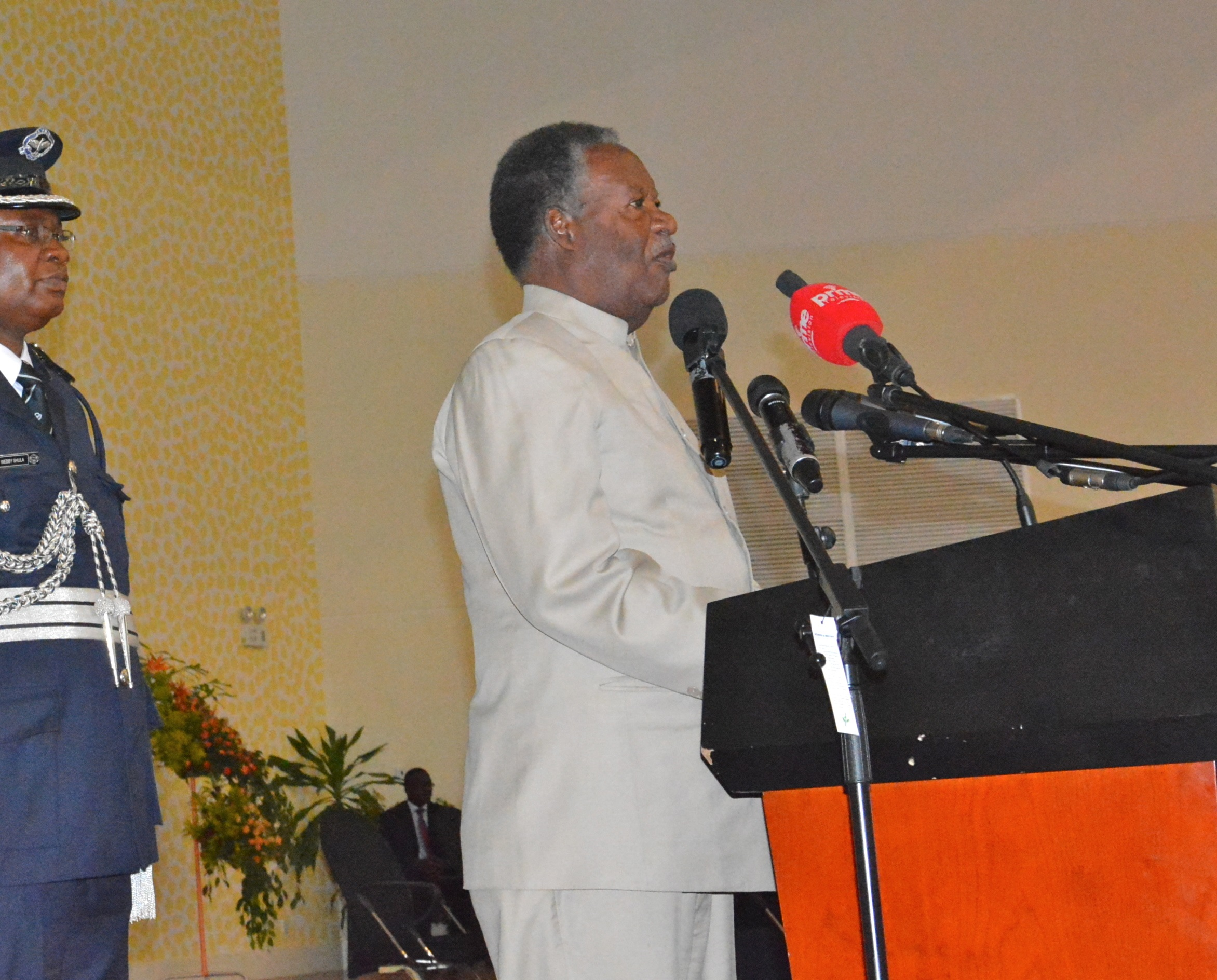
Michael Sata (2013)

Michael Chilufya Sata (* 6. Januar 1936 oder 6. Juli 1937 in Mpika; † 28. Oktober 2014 in London) war ein sambischer Politiker und vom 23. September 2011 bis zu seinem Tod 5. Präsident von Sambia.

## Erste Berufsjahre
Sata arbeitete während der Kolonialzeit Nordrhodesiens zunächst als Polizist, bei der Eisenbahn und bei einer Gewerkschaft. Nach der Unabhängigkeit Sambias war er mehrere Jahre als Bahnsteigfeger auf der Victoria Station in London tätig. Als er in sein Heimatland zurückkehrte, war er in einer Firma für Tierpräparate tätig und engagierte sich in der Politik. In der Folge arbeitete sich in der United National Independence Party nach oben und wurde schließlich 1985 Gouverneur von Lusaka. In dieser Zeit zeigten sich erstmals autoritäre Tendenzen. Er erwarb sich den Ruf, ein Mann der Tat zu sein, als er gegen Korruption und Vetternwirtschaft vorging. Außerdem war er Abgeordneter in der Nationalversammlung. Wegen seines „giftigen“ Tons entstand sein Spitzname King Cobra.

## Wendepolitiker
Als sich das Ende der Kaunda-Ära abzeichnete, gründete er mit anderen Politikern das Movement for Multi-Party Democracy (MMD), in dem er ein enger Mitarbeiter von Frederick Chiluba wurde. Nach den Wahlen in Sambia 1991 wurde er Minister, zunächst für die Lokalregierungen, dann für Arbeit und später für Gesundheitsfragen. Er reformierte das Gesundheitssystem. 1995 wirkte er als Minister ohne Geschäftsbereich und Organisationssekretär des MMD. Der Bruch mit dem MMD kam, als Chiluba Levy Mwanawasa als seinen Nachfolger empfahl und der sich als Präsidentschaftskandidat des MMD für die Wahlen im Jahr 2001 durchsetzen konnte.

## Präsidentschaftskandidat, Präsidentschaft und Tod
Sata verließ das MMD und gründete die Patriotic Front (PF), als deren Präsidentschaftskandidat er 2001 antrat. Es wurde ein Misserfolg. Bei dieser Wahl erzielte er nur 3,4 Prozent der Stimmen und die PF errang nur ein Mandat in der Nationalversammlung.
Die Wahlen im Jahr 2006 verliefen für ihn völlig anders. Als Präsidentschaftskandidat der PF konnte er nicht nur 29,37 Prozent der Stimmen auf sich vereinen, das zweitbeste Ergebnis, sondern auch für seine Partei 44 Mandate in der Nationalversammlung erringen, die damit zur zweitstärksten politischen Kraft in Sambia wurde. Den Sieg erkämpfte Sata mit populistischen Argumentationen, womit er die Wirtschaftsreformen Mwanawasas und auch seinen Kontrahenten persönlich scharf angriff. Er machte nicht nur die Armut in Sambia allgemein zum Thema, sondern konkret auch die chinesischen Investitionen wie in Chambishi oder Maamba sowie die dort herrschenden miserablen Arbeitsbedingungen.
Am 20. September 2011 gewann Sata die Präsidentschaftswahl in Sambia. In seiner Amtszeit ließ Sata kritische Richter absetzen und schüchterte auch andere Gegner seiner Politik ein. Viele Schlüsselstellungen in der Verwaltung wurden mit Verwandten besetzt. Es bestanden freundschaftliche Beziehungen zu Simbabwes Präsident Robert Mugabe im Nachbarland.
Am 22. Oktober 2014 wurde er zu einer medizinischen Behandlung nach London geflogen. Er starb dort sechs Tage später im King Edward VII’s Hospital. Am 10. November 2014 fand eine katholische Messe und Gedenkveranstaltung zu Ehren von Sata im National Heroes Stadium in Lusaka statt. Das Stadion war überfüllt und viele Trauergäste konnten nicht eingelassen werden. Unter den internationalen Staatsgästen befanden sich Mohammed Bilal (Tansania), Barnabas Sibusiso Dlamini (Swasiland), Nkosazana Dlamini-Zuma (für die AU), Uhuru Kenyatta (Kenia), Robert Mugabe (Simbabwe), Hery Rajaonarimampianina (Madagaskar), Cyril Ramaphosa (Südafrika) und Ruhakana Rugunda (Uganda).

## Privatleben
Sata war katholisch, mit Christine Kaseba Sata, einer Ärztin, verheiratet und bekam mit ihr acht Kinder. Er wohnte in Lusaka Rhodes Park.